# 37. (sandžaška) divizija (NOVJ)
37. (sandžaška) divizija je bila partizanska divizija, ki je delovala v sklopu NOV in POJ v Jugoslaviji med drugo svetovno vojno.
Ustanovljena je bila 4. marca 1944.